# Gloucestershire Airport
Gloucestershire Airport är en flygplats i Storbritannien.   Den ligger i grevskapet Gloucestershire och riksdelen England, i den södra delen av landet, 150 km väster om huvudstaden London. Gloucestershire Airport ligger 30 meter över havet.
Terrängen runt Gloucestershire Airport är platt åt nordväst, men åt sydost är den kuperad.Runt Gloucestershire Airport är det ganska tätbefolkat, med 192 invånare per kvadratkilometer. Närmaste större samhälle är Gloucester, 6,2 km sydväst om Gloucestershire Airport. Trakten runt Gloucestershire Airport består till största delen av jordbruksmark.